# Liste der Bodendenkmäler in Wassenberg
In der Liste der Bodendenkmäler in Wassenberg sind alle Bodendenkmäler der nordrhein-westfälischen Stadt Wassenberg aufgelistet. Grundlage ist die Denkmalliste der Stadt. Die Nummerierung hier bezieht sich auf die laufende Nummerierung der amtlichen Liste.
| Denkmalliste Nr. | Kurzbeschreibung                                                     | Gemarkung       | Lage | Bild |
| ---------------- | -------------------------------------------------------------------- | --------------- | --- | ---- |
| 1                | Mittelalterliche Wölbacker an der Arsbecker Bahn                     | Birgelen        | Flur 18, Nr.30 |      |
| 2                | Mittelalterliche Wallanlage nordwestlich der Arsbecker Bahn          | Birgelen        | Flur 18, Nr.30 |      |
| 3                | Hochmotte mit Turm (Burg Wassenberg)                                 | Wassenberg      | Flur 11, Nr.34,54,103,104,105,106,107,108,109,122,123 |      |
| 4                | Mittelalterliche Grabenanlage „Heider Hof“ zwischen Krafeld und Dohr | Birgelen        | Flur 10, Nr.122 |      |
| 5                | Mittelalterliche Landwehr zwischen Effeld und Dalheim                | Effeld          | Flur 2, Nrn.106,107,119,120,121,122,123,126,127,128,129,130,131,132,133 Flur 6, Nrn.23,24,25,26,27,28,69 Flur 7, Nrn.2,6 |      |
| 6                | Mittelalterliche Niederungsmotte Hoverberg                           | Birgelen        | Flur 19, Nr.51 |      |
| 7                | Eisenzeitliches Grabhügelfeld zwischen Effeld und Rothenbach         | Birgelen Effeld | Flur 15, Nrn.17,18,20,23,45,46,51,52 Flur 6, Nrn.30,32,34,35,36,37,38,39,40,41,94,95,96 |      |
| 8                | Eisenzeitliche Grabhügel Nähe Mercury-Kaserne                        | Birgelen        | Flur 15, Nr.32 |      |
| 9                | Eisenzeitliche Grabhügel an der Rödger Bahn                          | Birgelen        | Flur 17, Nr.18,20 |      |
| 10               | Mittelalterliche Grabanlage „Katzengraben“                           | Birgelen        | Flur 10, Nr.14 |      |
| 11               | Bunker bei Gut Cromland                                              | Birgelen        | Flur 14, Nr.5 |      |
| 12               | Mittelalterliche Stadtbefestigung (Stadtmauer)                       | Wassenberg      | Flur 10, Nrn.1, 3, 18, 23, 24, 26, 29, 30, 31, 32, 33, 34, 35, 36, 37, 38, 39, 40, 55, 80, 82, 83, 84, 85, 87, 88, 89, 105, 106, 107, 119, 120, 129, 130,131, 143 Flur 11, Nrn. 1, 5, 6, 7, 10, 11, 17, 18, 19, 26, 27, 29, 31, 65, 66, 67, 95, 96, 97, 98, 99, 100, 101, 102, 111, 112, 114, 115 |      |
| 13               | Bunker aus dem Zweiten Weltkrieg                                     | Birgelen        | Flur 9, Nr.52 |      |